# Centro de Futebol Linhares
Le Centro de Futebol Linhares est un club brésilien de football basé à Linhares dans l'État de l'Espírito Santo.